# Thaumatoncus
Thaumatoncus là một chi nhện trong họ Linyphiidae.